# انتخابات مجلس ملی بوتان (۲۰۲۳–۲۰۲۴)
انتخابات مجلس ملی بوتان (انگلیسی: 2023–24 Bhutanese National Assembly election) در ۳۰ نوامبر ۲۰۲۳ و ۹ ژانویه ۲۰۲۴ در بوتان برگزار شد.

## تاریخچه
در انتخابات سال ۲۰۱۸، حزب سوسیال دموکرات پیشین (DNT) که قبلاً نماینده‌ای نداشت اکثریت کرسی‌ها را به دست آورد و رهبر این حزبلوتای تشرینگ نخست‌وزیر شد.
طی دوره ۲۰۲۳–۲۰۱۸، حزب سوسیال دموکرات در چهار انتخابات میان‌دوره‌ای پیروز شد و کرسی‌های خود را در مجلس حفظ کرد و کرسی‌های چوئخور تانگ، انگلام و خامدانگ رامجار از حزب صلح و شکوفایی بوتان را به دست آورد. این دو کرسی از کرسی‌هایی بود که حزب شکوفایی بوتان قبلاً هرگز آنها را از دست نداده بود.
در سال‌های ۲۰۲۲ و ۲۰۲۳ دو حزب جدید، حزب دروک توندرل توگپا و حزب تندرل بوتان، برای رقابت در انتخابات سال ۲۰۲۳ ثبت نام کردند.
در ژانویه ۲۰۲۳ حزب کوئن-نیام بوتان (BKP) پس از سالها که با مشکلات مالی و فعالیت کم و انتخاب ریاست جدید حزب بود، در انتخابات شرکت نکرد. و نهایتاً در انتخابات ۲۰۱۸ چهارم شد.

## نظام انتخاباتی
۴۷عضو شورای ملی از حوزه‌های انتخابیه تک نفره انتخاب می‌شوند. ابتدا انتخابات مقدماتی برگزار می‌شود که در آن رأی دهندگان به احزاب رأی می‌دهند. سپس دو حزب برتر می‌توانند نامزدها را در دور اصلی رای‌گیری معرفی کنند، که در آن اعضا با استفاده از رأی‌گیری نخست‌گزینی انتخاب می‌شوند.